# Latécoère 298
Latécoère 298 (Laté 298) – francuski wodnosamolot torpedowo-bombowy z okresu II wojny światowej. 

## Historia
Na początku lat trzydziestych dowództwo francuskiej Marynarki Wojennej zwróciło się do wytwórni La Société Industrielle d'Aviation Latécoère o zaprojektowanie wodnosamolotu torpedowego. W oparciu o konstrukcję Latécoère 28, który wsławił się pierwszym przelotem przez południowy Atlantyk, w 1934 roku zaprojektowano samolot, który otrzymał oznaczenie Laté 298. 
Oblot pierwszego prototypu odbył się 8 maja 1935 roku. Po przeprowadzeniu prób w marcu 1937 roku dowództwo złożyło zamówienie na budowę 24 samolotów wersji Laté 298A i 12 wersji Laté 298B. W 1938 złożono kolejne zamówienie na 15 samolotów wersji Laté 298B oraz 5 samolotów  ulepszonej wersji Laté 298D. Do momentu zajęcia Francji przez Niemców zbudowano ok. 175 samolotów Laté 298 wszystkich wersji. 
Po upadku Francji rząd Vichy wznowił produkcję samolotów w nieco zmienionej wersji; oznaczonej jako Laté 298F. Nieukończone samoloty zostały przejęte przez Niemców po zajęciu południowej Francji. 
Wersje samolotu
- Laté 298-01 – prototyp
- Laté 298A – wersja seryjna ze stałymi skrzydłami
- Laté 298B – wersja seryjna ze składanymi skrzydłami do hangarowania
- Laté 298D – wersja ulepszona o pogłębionych komorach bombowych
- Laté 298F – wersja produkowana na zlecenie rządu Vichy, wzorowana na wersji Laté 298D
- Laté 299 – wersja zbudowana w 1939 roku z podwoziem kołowym wciąganym w locie, przeznaczona do startów z pokładu lotniskowców, zbudowano tylko prototyp.

## Użycie w lotnictwie
Wodnosamoloty Laté 298' w momencie wybuchu wojny rozpoczęły loty patrolowe nad morzem. W maju 1940 roku zaczęto ich używać do bombardowania z lotu nurkowego niemieckich kolumn pancernych, a w dniu 23 maja 1940 roku uczestniczyły w bombardowaniu mostów między Boulogne i rzeką Sommą. W późniejszym okresie używano ich do nocnych ataków bombowych. Bombardowały one także włoskie porty.
Po zajęciu Francji samoloty te zostały w lotnictwie rządu Vichy. Po wyzwoleniu południa Francji część z tych samolotów odzyskano i wzięły one udział w walkach przeciwko Niemcom w ramach lotnictwa Wolnych Francuzów w rejonie basenu Morza Śródziemnego. 
W lotnictwie francuskim były używane do lat pięćdziesiątych, kiedy ostatnie z nich wycofano ze służby.

## Opis konstrukcji
Wodnosamolot Laté 298 był średniopłatem o konstrukcji całkowicie metalowej z wyjątkiem usterzenia pionowego, które wykonane było z drewnianych żeber i kryte płótnem. Kadłub mieścił zakryta kabinę dwu- lub trójosobową. Zewnętrzne skrzydła w wersji B, D i F mogły być składane do tyłu do hangarowania. Podwozie stanowiły dwa pływaki od dużej pojemności, wewnątrz nich znajdowały się zbiorniki paliwa. 
Napęd samolotu stanowiły w 1 silnik tłokowy, rzędowy, chłodzony cieczą. Napędzał on trójłopatowe metalowe śmigło Ratier.
Samolot był uzbrojony w 2 stałe karabiny maszynowe kal. 7,5 mm zabudowane w skrzydłach i jeden ruchomy umieszczony w tylnej kabinie. Mógł unieść torpedę o masie 670 kg pod kadłubem lub ładunek bomb w komorze bombowej, o masie łącznej 500 kg, lub 3 bomby głębinowe lub 9 bomb oświetlających.